# .577 Nitro Express
El .577 Nitro Express es un cartucho de fuego central de gran calibre, diseñado para la caza de elefantes y animales similares, y para ser usado exclusivamente en rifles de dos cañones en regiones tropicales. Está asociado con la época dorada de los safaris africanos e indios.

## Diseño
El .577 Nitro Express es un cartucho recto de .584 pulgadas (14.8 mm), con un anillo en la base del casquillo para ser usado solo en rifles monotiro y dobles. Se hizo en tres longitudes de casquillo, derivadas del .577 Black Powder Express.

### 2 3⁄4 pulgadas
El .577 Nitro Express de 2 3⁄4 pulgadas (70 mm)  es una conversión del .577 Black Powder Express de 2 3⁄4 pulgadas,  despidiendo un proyectil de 750 granos (49 g) a más de 1800 pies por segundo (550 m/s). Nunca fue tan popular como la versión de 3 pulgadas, hoy solo está disponible por encargo especial.

### 3 pulgadas
El .577 Nitro Express de 3 pulgadas (76,2 mm), derivado del .577 Black Powder Express de 3 pulgadas, dispara un proyectil de 750 granos (49 g) a más de 2,050 pies por segundo (620 m/s). Este cartucho fue el más popular de las 3 opciones y el round estándar para los cazadores de elefantes en el África a principios del siglo XX.

### 3 1⁄4-pulgada
El .577 Nitro Express de 3 1⁄4 pulgada (82,55 mm), derivado también del .577 Black Powder Express de 3 1⁄4 pulgadas, nunca fue tan popular como la versión de 3 pulgadas.

## Historia
Siguiendo el éxito del revolucionario .450 Nitro Express desarrollado en 1898 por John Rigby & Co. logrado al cargar el antiguo cartucho .450 Black Powder Express con cordita, devino en nuevas conversiones de otros cartuchos Express de pólvora negra, incluyendo el .577 Black Powder Express en sus varias longitudes de casquillo.

## Uso
El .577 Nitro Express es adecuado para cazar todo tipo de animales peligrosos, a pesar de considerarlo un cartucho netamente para la caza de elefantes en zonas de monte y en caso de emergencias, debido al fuerte retroceso que estos cartuchos generan, haciendo que el peso mínimo de los rifles recamarados en este calibre sean de aproximadamente 13 libras (5.9 Kg) de peso. Típicamente un cazador llevaba un rifle más ligero de menor calibre para caza general, mientras un portador cargaba este rifle ya que un hombre agotado por cargar un arma de este peso no podría apuntar de manera confiada este rifle.
En Rifles & Cartuchos Africanos, John "Pondoro" Taylor describe el .577 Nitro Express como "un asesino magnífico que literalmente derriba a un elefante", declarando también que el shock de un tiro a la cabeza con un .577 Nitro Express es suficiente para noquear a un elefante por 20 minutos.

### Usuarios prominentes
James H. Sutherland, quien a lo largo de su vida cazó entre 1300 y 1600 elefantes, declaró en su libro Las aventuras de un cazador de elefantes "después de experimentar con todo tipo de rifles, encuentro el más eficaz el rifle doble calibre .577 con una bala de 750 granos y una carga equivalente a cien granos de cordita." Y más allá declaró "pienso que la superioridad del .577 sobre los rifles en calibre .450 y .500 se evidencia cuando preciso que he perdido elefantes con estos últimos dos rifles, mientras he cazado otros con tiros idénticos disparados de un .577."

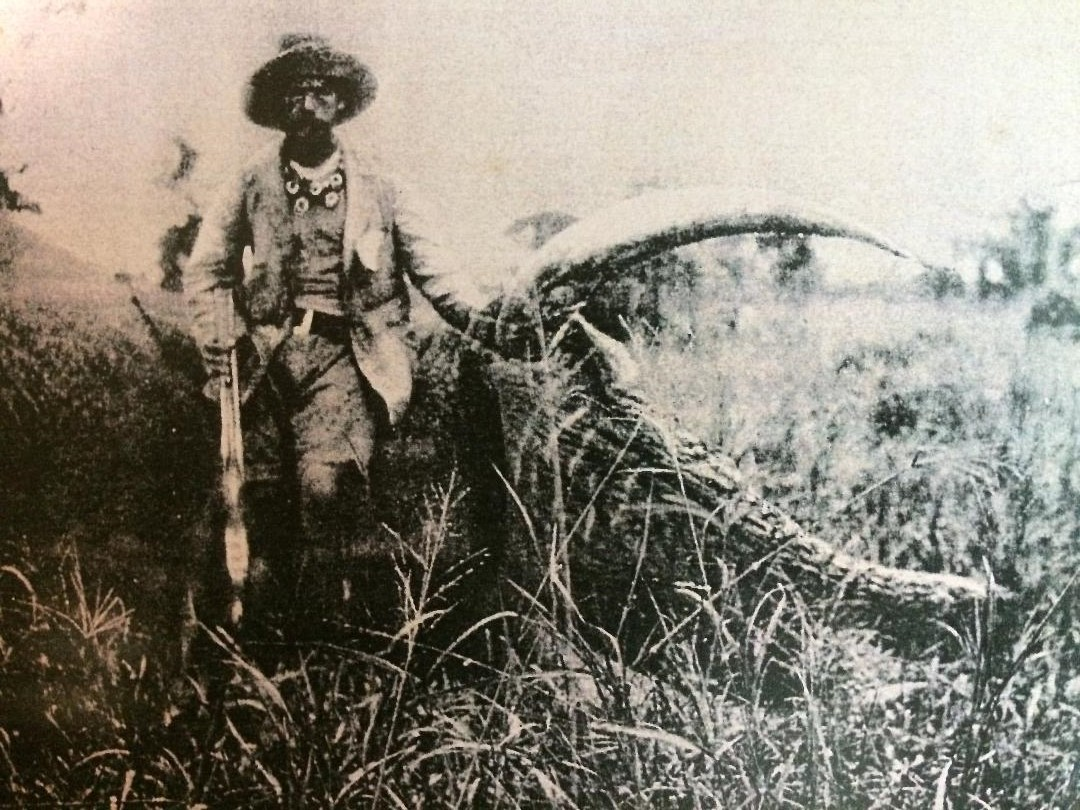
Pete Pearson con un elefante cazado con su rifle doble calibre .577 Nitro Express

"Pondoro" Taylor utilizó un rifle Westley Richards .577 Nitro Express, declarando que "hizo un gran trabajo para mí con el elefante, rinoceronte y búfalo; es demasiado potente para cualquier cosa más ligera.".
Ernest Hemingway y Alfred Józef Potocki tuvieron ambos rifles dobles Westley Richards Droplock .577 Nitro Express. Stewart Granger tuvo dos, incluyendo el rifle de Potocki.